# Pontus de Tyard
Pour les articles homonymes, voir Famille de Thiard et Thiard.
Pontus de Tyard, né le 1521 et mort le 23 septembre 1605, seigneur de Bissy, est un écrivain et poète, philosophe et homme d'église français, membre du cercle littéraire de la Pléiade.

## Biographie
Pontus de Tyard est né le 30 avril 1521 au château de Bissy-sur-Fley, une commune française située dans le département de Saône-et-Loire en région Bourgogne-Franche-Comté.

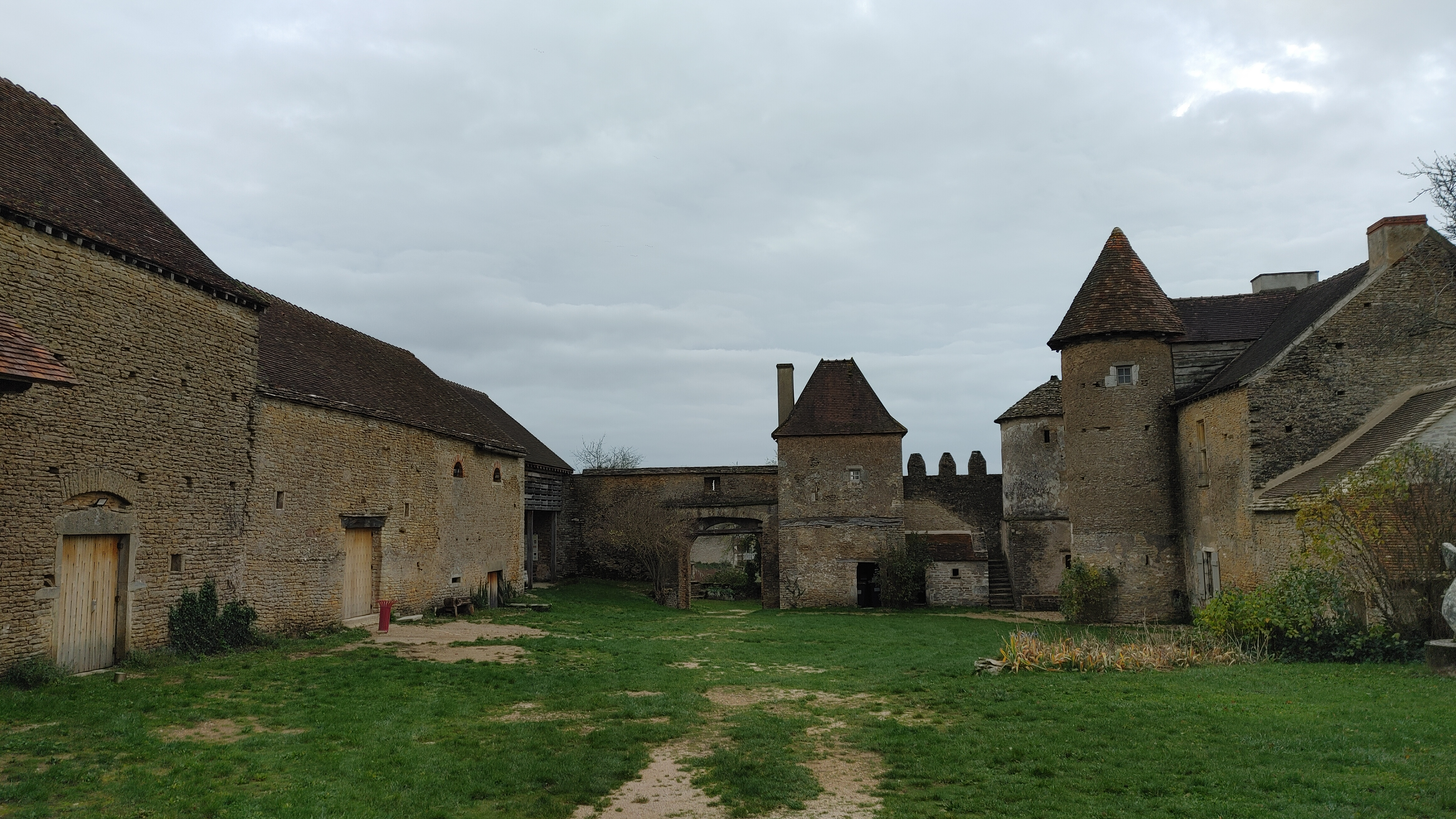
Château Pontus de Tyard.

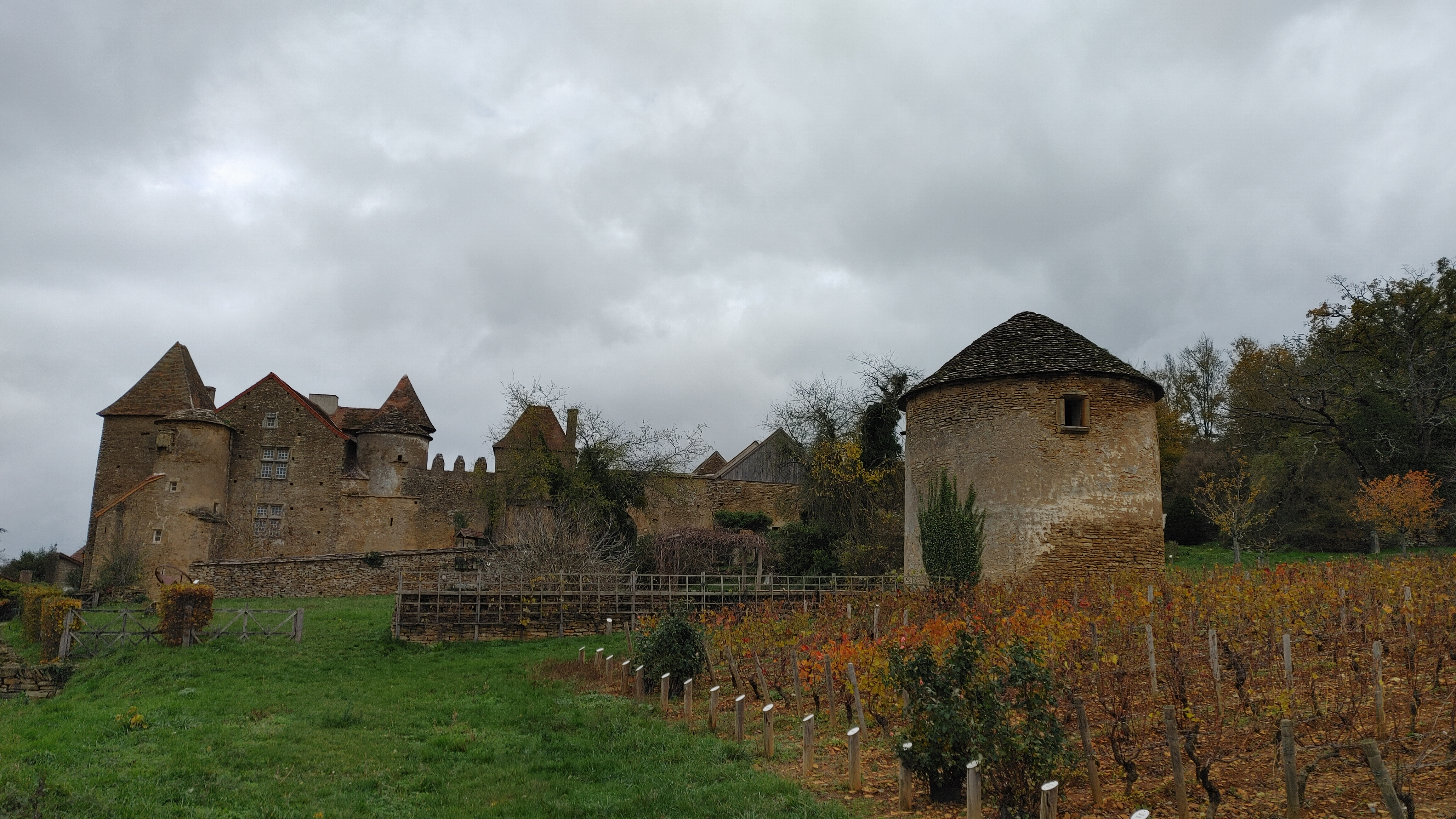
Château Pontus de Tyard vu du sud.

Son père,  Jehan de Tyard, noble de Bourgogne est lieutenant général au bailliage de Mâcon. Sa mère est Jehanne de Ganay.  
Dès 1537, il étudie à Paris la théologie, le latin, le grec, l'hébreu et l'italien; c'est un humaniste qui s'intéresse à la philosophie, à la science, à l'astronomie, à l'astrologie, à la musique.  
Vers 1543, il se lie d'amitié avec Maurice Scève et se rapproche de l'Ecole de Lyon. Il publie le série des Erreurs amoureuses en 1549 puis en 1551 et 1555 à Lyon . 
Considéré comme une véritable encyclopédie, il représente une figure emblématique de la vie culturelle et politique française au XVIe siècle. L’un des fondateurs de la Pléiade – le premier mouvement de l'histoire littéraire française – il exerce ses dispositions pour la diplomatie en tant que conseiller d’État auprès du roi Henri III.
Pontus de Tyard s'impose comme l'un des maîtres de la pensée moderniste, en participant avec un enthousiasme à ce grand élan de connaissances qui enflamme le XVIe siècle. Subsiste de lui l'image d'un homme épris de culture, savant astronome, mathématicien de talent, poète et philosophe, vers qui les plus illustres se sont tournés, en quête de conseils et de secours spirituel.
Tyard est, comme Ronsard et Joachim du Bellay, l'un des membres de la Pléiade. Toutefois, il s'implique moins dans les recherches poétiques du groupe pendant les années 1550, car il prépare ses Discours philosophiques, série de dialogues parus anonymement en 5 tomes entre 1552 et 1557. Ces discours lui permettent d'explorer les connaissances dans les domaines de la poésie, de la musique, du temps, de la divination et de la science de l'univers entier. Le point de vue spirituel (la psychologie et la théodicée) et le point de vue matériel (l'astronomie, la physique et la météorologie) sont abordés. Il fait ainsi mention des nouvelles théories de Copernic à plusieurs reprises. Pontus de Tyard fait précéder le Second Curieux d'un avant-propos, qui constitue un vibrant plaidoyer pour la langue française. Vers 1550-1560, il anime une société littéraire chalonnaise avec Philibert Guide et Guillaume des Autels.
Après 1570, Pontus connaît un certain succès dans les salons parisiens, le courant néo-pétrarquiste voyant dans ses Erreurs amoureuses une œuvre fondatrice. En 1573, ses Œuvres poétiques, sont dédiées à la maréchale de Retz, grande dame de savoir et de science, dont les poèmes sont aujourd'hui disparus.
Pontus de Tyard s'illustre comme un authentique humaniste pendant l'une des périodes les plus sombres de la Bourgogne : celle des guerres de religion.
Pontus de Tyard est nommé évêque de Chalon-sur-Saône en 1578.  Député aux États de Blois en 1588, il défend l'autorité royale de Henri III et Henri IV contre les Ligueurs. 
En 1594, paraît son Extrait de la généalogie de Hugues Capet, fondateur de la dynastie capétienne. Cette même année, il abandonne sa charge d'évêque pour se retirer dans ses terres, où il reste jusqu'à sa mort. Il est enterré dans l’église de Bragny-sur-Saône. Son neveu Cyrus de Tyard le remplace comme évêque de Chalon-sur-Saône de 1594 à 1624.

## Titres et Fonctions
Pontus de Tyard a eu tout au long de sa vie, de nombreux titres et fonctions :
- Membre fondateur de la Pléiade (1550)
- Chanoine de l'église de Saint-Vincent de Mâcon (1552)
- Protonotaire du Saint-Siège, nommé par le pape Paul III (1552)
- Membre du parlement de Paris (1570)
- Membre fondateur de l'Académie de Musique et de Poésie (1570)
- Député de la province de Lyon à l'assemblée du clergé de France tenue à Melun (1579)
- Élu du clergé aux États-généraux de Bourgogne (1587)
- Député de Bourgogne aux États-généraux du royaume convoqués à Blois (1588)
- Aumônier des rois Henri II, Charles IX, Henri III, Henri IV
- Conseiller d'État du roi Henri III
- Grand archidiacre du chapitre de Saint-Vincent de Chalon
- Évêque de Chalon-sur-Saône, nommé par le pape Grégoire XIII en 1578, démission acceptée en 1594.

## Vision sur Pontus de Tyard
Il écrit Les Erreurs amoureuses à Lyon en 1549, un recueil qu'il prolonge jusqu'en 1555 et où il fait plusieurs ajouts. Son style se rapproche de celui de Pétrarque -mais il a aussi pu être inspiré par la Délie de son ami Maurice Scève- qu'il rejoint à l'école lyonnaise. Le sujet en a peut-être été inspiré par Louise Labé. En 1551, son Chant en faveur de quelques excellents poètes de ce temps célèbre du Bellay, Marot et Ronsard.
Avec Tyard, nous découvrons un siècle où la « poésie était reine » mais également un personnage très favorisé et contrasté. Favorisé par la santé physique, les dons intellectuels et les vertus, de même le statut social qui permet de philosopher sur l’art de vivre en taquinant les muses. C’est le contexte qui explique les contradictions du portrait : celui d’un homme « aimant passionnément la Bourgogne » tout en attribuant ses défauts à « la crasse mâconnaise » de ses origines, celui d’un vulgarisateur qui « méprise le peuple sot et médisant », celui d’un évêque qui « fait commerce de galanteries » dans ses vers, celui d’un penseur à la fois moderne (par son humanisme et sa réflexion sur l’égalité des sexes) et traditionnel (par son ethnocentrisme linguistique), celui encore d’un caractère porté à la retenue et à la modestie mais également « expert dans l’art de la flagornerie », celui enfin d’un poète qui se fait une haute idée de la poésie mais n’attache pas d’importance à ses productions, lui préférant la philosophie. Ces oppositions, loin de discréditer le personnage, le rendent au contraire plus vivant, plus complexe.
Paul Valéry, dans la seule étude de Variété qu'il consacra à un poète du XVIe siècle, écrit de lui : 

« …Si l’attention érudite se concentre et s’attarde sur ce compagnon de Ronsard et de Du Bellay, elle discerne dans Thyard presque tous les nobles éléments dont les grands hommes de son époque étaient composés. [...] Ce poète fut astronome ; cet astronome, évêque ; cet évêque, agent du Roi et sa plume dans la polémique. La lyre, la mitre, l'astrolabe, pourraient figurer sur son tombeau… »

## Œuvres
- Erreurs Amoureuses, Lyon, 1549
- Continuation des Erreurs Amoureuses Lyon, 1551
- Leon Hebrieu de l’amour (traduction des Dialoghi d’amore) Lyon, 1551
- Erreurs Amoureuses augmentées d’une tierce partie
- Solitaire Premier ou Prose des Muses Lyon, 1552
- Un Livre de vers liriques Lyon, 1555
- Solitaire Second ou Prose de la Musique Lyon, 1555
- Discours du temps, de l’an et de ses parties Lyon, 1556
- L’univers ou discours des parties et de la nature du monde Lyon, 1557
- Mantice ou Discours de la Divination par Astrologie Lyon, 1558
- Ephemeride Octavae Sphaerae Lyon, 1562
- Homilies ou discours sur l’oraison dominicale Paris, 1585
- Douze fables de fleuves ou fontaines Paris, 1585
- III Livres d’ Homélies Paris, 1586
- Homélies sur la première table du décalogue Paris, 1588
- Polémiques extrait de la Généalogie de Hugues surnommé Capet Paris, 1594
- De recta nominum impositione Lyon, 1603
- Fragmentum epistolae pii cuisdam episcopi (Lettre au Jésuite Charles) Hanau, 1604

## Vision sur le livre devers lyriques
Le livre des vers liriques est paru en 1555, en même temps que le troisième livre des Erreurs Amoureuses. Le recueil  les Erreurs amoureuses contient des sonnets et des chansons vouées à Pasithée, une des Charites de la mythologie grecque (assimilées par les Romains aux Trois Grâces). Dans le livre de vers liriques, est visible une influence de la Pléiade. Selon Eva Kushner : 
« Le Livre de vers liriques se distingue au sein de son œuvre, et vis-à-vis des œuvres contemporaines de la sienne, par sa variété tant métrique que thématique, sa vivacité, sa teneur en mythologie, sa réflexion sur le genre lyrique, et surtout la manière très personnelle dont Tyard orchestre tous ces éléments.»
Pontus de Tyard s’aide de ses connaissances et de sa vision du monde, pour offrir à ses lecteurs des nouvelles perspectives pour réfléchir, et les aider à ne pas s’enfermer dans une lecture univoque.

### Étude du poème
- Si vous ne connaissez pas le sujet, laissez ce bandeau (vous pouvez alors contacter les auteurs).
- Si vous supprimez le contenu mis en cause (vous pouvez préalablement contacter les auteurs),

argumentez précisément cette suppression dans la page de discussion
(un manque de référence n'est pas un argument ; une recherche réelle de référence doit avoir été effectuée, être formellement documentée).
Dans les vers liriques, le dernier poème est une énigme, la seule que Pontus de Tyard ait créé dans tous ses écrits.
Une énigme, d'après le Dictionnaire de l'Académie française , est le « discours qui renferme un sens caché qu’on propose à deviner». Une énigme est un mystère, qu’il faut résoudre.
Au XVIe siècle, l’énigme a deux fonctions : Elle est à la fois dialogue et jeux. Elle peut autant servir à divertir et amuser, qu’à instruire et critiquer. Les énigmes peuvent être utilisées pour critiquer la société de manière indirecte, comme le font les fables de La Fontaine, pour éviter la censure.
Dans les énigmes, il faut quand même faire la différence entre « le discours énigmatique et une devinette » , comme le dit Pérouse dans son œuvre . Une simple devinette a une solution, elle résout « la difficulté qu’elle énonce » alors que le discours énigmatique est plus complexe. Pour le résoudre, il faut être ouvert d’esprit, il peut avoir plusieurs réponses, il est libre à chacun de faire sa propre interprétation. L’écrivain laisse libre à son lecteur de comprendre comme il le souhaite la réponse. Il ne lui impose rien.
Ainsi, il faut voir si l’énigme de Pontus de Tyard, dans le Livre des vers liriques, essaie de divertir le lecteur, ou bien de faire passer un message.

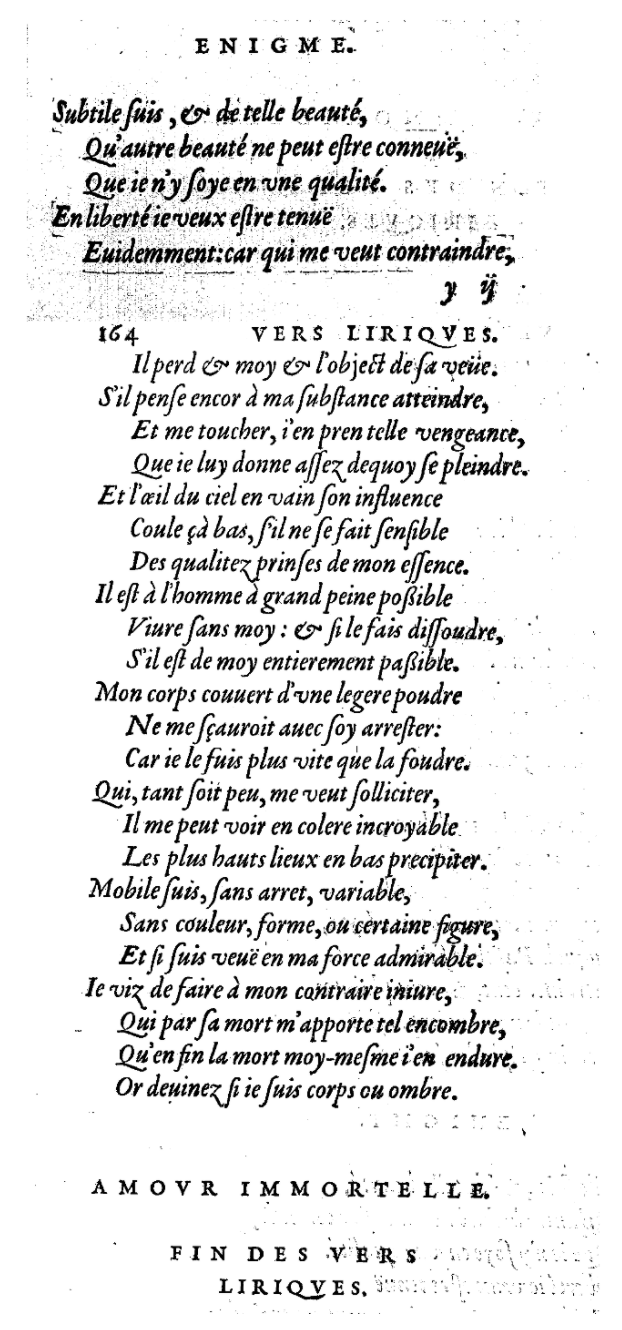

#### Graphie et orthographe
Cette énigme du XVIe siècle, de Pontus de Tyard, du livres des vers liriques, dans Les Œuvres poétiques de 1555 est difficile à déchiffrer, puisqu’elle est écrite dans un français qui n’est plus utilisé de nos jours. La première étape à faire est de faire une transcription pour qu’elle soit accessible à tous.
Tout d’abord, il faut :
- Remplacer les s longs par des s normal
- Remplacer lorsque c’est nécessaire les v en u
- Remplacer lorsque c’est nécessaire les u en v
- Remplacer lorsque c’est nécessaire les y en i
- Remplacer lorsque c’est nécessaire les i en j
- Remplacer l’esperluette par et

Voici donc la transcription de l’énigme :

Subtile suis, et de telle beauté, 

Qu’autre beauté ne peut être connue, 

Que je n’y sois en une qualité.

En liberté je veux être tenue

Évidemment : car qui me veut contraindre, 

Il perd et moi et l’objet de sa vue

S’il pense encore à ma substance atteindre, 

Et me toucher, j’en prend telle vengeance, 

Que je lui donne assez de quoi se plaindre.

Et l’œil du ciel en vain son influence

Coule çà bas, s’il ne se fait sensible

Des qualités prinses de mon essence.

Il est à l’homme à grand peine possible

Vivre sans moi : et si le fais dissoudre, 

S’il est de moi entièrement passible.

Mon corps couvert d’une légère poudre

Ne me saurait avec soi arrêter :

Car je le fuis plus vite que la foudre.

Qui, tant soit peu, me veut solliciter, 

Il me peut voir en colère incroyable

Les plus hauts lieux en bas précipiter.

Mobile suis, sans arrêt, variable, 

Sans couleur, forme, ou certaine figure, 

Et si je suis vue en ma force admirable.

Je vis de faire à mon contraire injure, 

Qui par sa mort m’apporte tel encombre, 

Qu’en fin la mort la moi-même j’en endure.

Or devinez si je suis corps ou ombre.
Malgré cette transcription, le vocabulaire de certains n’est pas compréhensible pour tous, il faut donc leur donner une définition.
Pour cela, des outils tel que le Dictionnaire de l'ancienne langue française par Frédéric Godefroy, existent.
Dans cette énigme, le substantif « prinses » vient de ‘’prins’’, qui signifie pris, et donc il peut être remplacé par “prises’’

#### Repérage de l’énigme dans l’œuvre
Il est possible de se servir des signatures qui entourent une énigme, pour permettre de la retrouver. Par exemple, pour cette énigme, plusieurs indices sont visibles. En premier, la page est indiquée avec le nombre « 164 ». Il est indiqué que la section est « Vers liriques » et que le poème est à la fin de la section.
L'énigme de Pontus de Tyard dans Les Œuvres poétiques, est disponible sur internet. Pour repérer la place de l’énigme dans l'œuvre, il faut chercher sur des sources fiables, comme Gallica ou Google Books. Par exemple, sur Google Books, après avoir écrit Les Œuvres poétiques de Pontus de Tyard, et avec une recherche plus poussée, où il faut écrire « Fin des vers liriques », il est confirmé que cette énigme se trouve à la page 164 de l'œuvre.

#### Résolution de l'énigme
Il explique deux types de livres à énigmes, un avec les solutions données, et un sans les solutions, pour permettre au lecteur de réfléchir par lui-même pour obtenir des réponses. Dans le cas de cette énigme, la solution n’est pas donnée, le lecteur est libre de faire plusieurs interprétations. En voici certaines :
Premièrement, le vent peut être l’une des possibilités parce que dans ce poème, il est admis que personne ne peut l’atteindre, ni le retenir :
« En liberté je veux être tenue

Évidemment : car qui me veut contraindre»

« Il perd et moi et l’objet de sa vue»

« Car je le fuis plus vite que la foudre»
Le vent est indomptable, immatériel et sauvage. L’homme ne peut pas le contraindre. L’être humain ne peut pas le poursuivre, ni le suivre. Il ne le voit pas à l'œil nu. Pourtant, même si l’homme ne peut pas le voir, le vent se manifeste, et il est visible par l’homme quand le vent interagit avec le matériel ou l’atmosphère de l’homme :
« S’il pense encore à ma substance atteindre

Et me toucher, j’en prend telle vengeance, 

Que je lui donne assez de quoi se plaindre.»

« Il me peut voir en colère incroyable

Les plus hauts lieux en bas précipiter.

Mobile suis, sans arrêt, variable, 

Sans couleur, forme, ou certaine figure»
Le vent est puissant, indomptable. L’homme le voit quand il s’exprime par la création de tempêtes, d’ouragans. Le vent refroidit l’atmosphère, mais il peut aussi être doux, et agréable.
« Or devinez si je suis corps ou ombre » Le dernier vers du poème laisse planer l'ambiguïté sur la réponse. Si la réponse est matérielle ou immatérielle.
La seconde proposition, est celle de l’ombre, puisque tout d’abord, l’ombre est discrète et qu’elle veut être libre, ce qui est impossible :
« Subtile »

« En liberté je veux être tenue

Évidemment : car qui me veut contraindre»
L’ombre est très subtile car elle est fine et délicate, elle semble légère. Elle veut être libre, mais l’ombre est attachée à un objet ou une personne, elle ne peut pas être détachée de celui auquel elle appartient. Cependant, l’ombre peut disparaître de la vue de l’humain, même si elle est toujours présente, elle s’adapte à son environnement :
« Il perd et moi et l’objet de sa vue

S’il pense encore à ma substance atteindre »

« Et l’œil du ciel en vain son influence

Coule çà bas, s’il ne se fait sensible

Des qualités prinses de mon essence »

« Mobile suis, sans arrêt, variable, 

Sans couleur, forme, ou certaine figure »
Si l’homme se met sous « l'œil du ciel », qui peut être représenter comme le soleil, il y a une ombre. Cependant, si l’homme se met à l’abri du soleil, l’ombre disparaît de sa vue. L’ombre s’adapte aussi à son environnement, elle ne cesse de changer de forme selon la forme de l’objet ou de la personne, mais aussi ses déplacements, son orientation et la position du soleil. Dans l’énigme, il est écrit que c’est impossible de vivre sans lui, ce qui est le cas pour l’ombre si on la rattache à un être vivant :
« Il est à l’homme à grand peine possible

Vivre sans moi : et si le fais dissoudre, 

S’il est de moi entièrement passible. »

«Je vis de faire à mon contraire injure, 

Qui par sa mort m’apporte tel encombre, 

Qu’en fin la mort la moi-même j’en endure. »
Elle est rattachée à l’être vivant, ils sont indissociables l’un de l’autre. Lors de la mort de l’être vivant, l’ombre est immobilisée c’est un « tel encombre » pour elle, parce qu’elle ne peut plus se mouvoir comme elle le souhaite. Elle meurt aussi.
Le dernier vers « Or devinez si je suis corps ou ombre » donne toujours une ambiguïté sur la réponse, si c’est matérielle ou non. Mais si « ombre » est la réponse, il est possible de dire que le dernier vers de l’énigme donne la réponse.

## Postérité
- Lycée Pontus de Tyard à Chalon-sur-Saône.
- Rue Pontus de Tyard à Dijon.
- L'astéroïde (291325) de Tyard a été baptisé en son honneur.

## Éditions récentes
- Œuvres complètes. Tome I . Œuvres poétiques, éd. critique par Eva Kushner, Sylviane Bodkam, Gisèle Mathieu-Castellani et al. Paris : Honoré Champion, 2004  (ISBN 978-2-74530-630-2)Contient : Les erreurs amoureuses ; Continuations des erreurs amoureuses ; Troisième livre des erreurs amoureuses ; Livre de vers liriques ; De Coelistribus asterismis poëmatium ; Recueil des nouvelles œuvres poétiques ; Les douze fables de fleuves ou fontaines
- Œuvres complètes. Tome IV. 2, sous la direction d'Eva Kushner, texte établi, introduit et annoté par François Roudaut, Classiques Garnier, 2013  (ISBN 978-2-8124-0973-8)

- Œuvres complètes. Tome VI, édition critique par Marie-Madeleine Fragonard, François Rouget et François Roudaut, Paris, Honoré Champion, 2007  (ISBN 978-2-74531-540-3)

- Œuvres complètes. Tome VII . La droite imposition des noms = De recta nominum impositione, introduction par Jean-Claude Margolin, texte établi et traduit par Jean Céard, et annoté par Jean-Claude Margolin et Jean Céard, avec la collaboration de Sophie Kessler-Mesguisch et Colette Nativel, Paris, Honoré Champion, 2007  (ISBN 978-2-74531-348-5)
- Discours de la vérité de divination par astrologie, éd. Sylviane Bokdam, Genève, Droz, 1990. (Textes littéraires français ; 383).